# Atenais Filostorgo I
Atenais Filostorgo I, cujo sobrenome pode ser escrito como Filostorgo (em grego:  η Άθηναἷς Φιλόστοργος Α', que significa Atenais, a Amável, nascida no século I a.C.) foi uma rainha da Capadócia.
Atenais era uma nobre grega cujas origens são misteriosas. Ela era a esposa do nobre persa da Capadócia e do rei Ariobarzanes I Filorromano e, através de seu casamento, tornou-se rainha da Capadócia. Ariobarzanes reinou como rei da Capadócia de 95 a 63/62 a.C.
Aparentemente, durante o reinado de Ariobarzanes, ele se casou com Atenais como sua rainha. Pouco se sabe sobre como ela reinou como rainha e seu relacionamento com sua família. Atenais deu luz a dois filhos: Ariobarzanes II Filópator, que mais tarde sucedeu seu pai como rei, e Isias Filostorgo, que mais tarde se casou com o rei Antíoco I Teos de Comagena.